# Trifosfat de desoxiadenosina
El trifosfat de desoxiadenosina de fórmula C10H16N₅O₁₂P₃,
(en anglès:Deoxyadenosine triphosphate abreujat com dATP) és un nucleòtid precursor que es fa servir en les cèl·lules per la síntesi d'ADN.